# Meyer Burger (Germany)
Die Meyer Burger (Germany) GmbH (bis zum 31. August 2015 Roth & Rau AG) war ein ehemals börsennotiertes deutsches Unternehmen, das verschiedene Anlagen und Maschinen für die Photovoltaik- und Halbleiterindustrie herstellte. Seit 2019 liegt der Fokus des Unternehmens auf der eigenen Produktion von Solarzellen und -modulen, die Mitte 2021 startete. Die Aktien des Unternehmens sind mehrheitlich im Besitz der schweizerischen Meyer Burger AG.
Es wurden Anlagen zur plasmaunterstützten chemischen Gasphasenabscheidung (PECVD) für die Antireflexbeschichtung und Passivierung von kristallinen Siliziumsolarzellen, Plasmaätzanlagen für die Kantenisolation und andere Trockenätztechnologien für die Photovoltaik sowie Plasmaprozessanlagen für Forschung und Entwicklung hergestellt.
Darüber hinaus bietet Meyer Burger schlüsselfertige Produktionslinien zur Herstellung kristalliner Silizium-Solarzellen an. Der Fokus liegt dabei auf Hocheffizienz-Solarzellen mit sogenannter Heterojunction-Technologie.
Außerdem gehören thermische Produktionssysteme für die Solarzellenherstellung zur Produktpalette. Der ehemalige Roth & Rau-Standort in Hohenstein-Ernstthal ist inzwischen der größte Entwicklungs- und Produktionsstandort der Meyer-Burger-Gruppe. 

## Geschichte
Die Roth & Rau Oberflächentechnik GmbH wurde am 22. Juni 1990 in Chemnitz an der TU Chemnitz gegründet und brachte 1991 mit Zyklotronresonanz-Plasmaquellen das erste Produkt auf den Markt. Der Export in den asiatischen Raum, insbesondere Taiwan, Südkorea und Indien wurde 1996 aufgenommen. Es wurde 2001 eine Umfirmierung in die Roth & Rau Oberflächentechnik AG durchgeführt, 2002 wurde die Rohwedder AG mit einem Anteil von 60 Prozent neuer Hauptaktionär der Roth & Rau Oberflächentechnik AG. Es erfolgte die strategische Ausrichtung des Unternehmens auf die Photovoltaik sowie im Jahr 2003 die Erweiterung der Produktionsfläche auf 3400 m². Die Firma benannte sich 2004 in Roth & Rau AG um, der eigentliche Börsengang erfolgte am 11. Mai 2006. 19,6 Prozent der Anteile blieben im Besitz der Rohwedder AG. Rohwedder veräußerte seine Anteile an Roth & Rau am 22. Februar 2007 bis auf 100 Aktien.
Am 11. April 2011 beschlossen die Roth & Rau AG und die Meyer Burger AG einen Vertrag über einen Unternehmenszusammenschluss. Die Meyer Burger AG gab am 28. Juni 2011 bekannt, dass sie 81,89 Prozent der Anteile hält und somit über die angestrebte Mehrheit verfügt.
Am 1. September 2015 firmierte die Roth & Rau AG zur Meyer Burger (Germany) GmbH um.
Am 29. Juli 2022 besuchte Bundeswirtschaftsminister Robert Habeck Meyer Burger Technology AG in Bitterfeld-Wolfen. Er gab der Hoffnung Ausdruck, dass die Fertigung von Solarmodulen in Deutschland und in Europa wieder Aufschwung erhalte. Firmenchef Gunter Erfurt erwähnte, dass gegenwärtig 98 Prozent der weltweiten Solarzellenproduktion aus Asien, vor allem aus China, stamme. Dank hoher Automatisierung der Fertigung, besserer Qualität der Solarzellen und geringerer Transportkosten sieht Habeck Chancen für eine Rückkehr der Solarindustrie nach Deutschland. Die Bundesregierung wolle die Produktion für Solarenergie in Deutschland stärker unterstützen.
Die Herstellung sollte in die USA verlagert werden: Mitte März 2024 hatte Meyer Burger im ostdeutschen Freiberg geschlossen, Ende Juni begann die Fertigung der Module in Goodyear, Arizona. Doch für ein Werk in Colorado gelang es Meyer Burger nicht, das erforderliche Kapital zu beschaffen. Dadurch blieb das Werk in Thalheim bei Bitterfeld-Wolfen erhalten. Am 31. Mai 2025 stellten die Meyer Burger (Industries) GmbH in Thalheim und die Meyer Burger (Germany) GmbH in Hohenstein-Ernstthal Anträge auf Insolvenz.